# سرآب هرسم
سراب هرسم یکی از روستاهای هدف گردشگری است که در استان کرمانشاه، شهرستان اسلام آبادغرب، بخش حمیل و در دهستان هرسم واقع شده‌است.
مردم این روستا به گویش کوردی زنگنه ای
تکلم می‌کنند. ایل زنگنه از چهار شعبه بزرگ قوم کورد می باشد.

## محیط زیست سراب هرسم
سراب هرسم، با استقرار در دامنه کوهستان، مناظر و چشم‌اندازهای طبیعی جذاب و زیبایی دارد، فضاهای داخل روستا و پیرامون آن جلوه‌گاه مناظر بدیع و شورانگیز است.
سراب هرسم، در داخل روستا قرار گرفته و نهرهای منشعب از آن، مزارع روستاهای دهستان هرسم را مشروب می‌سازد؛ اطراف سراب را درختان ارجن، بلوط و کیکم دربر گرفته و فضای دلپذیر و زیبایی پدیدآورده‌اند.
سراب هرسم زیستگاه آبزیان و گونه‌های مختلفی از پرندگان است و از حواشی آن به عنوان تفرجگاه روستایی استفاده می‌شود، کوه‌های سراب و پنجه بان که در شمال شرقی و شرق روستا واقع شده‌اند از جاذبه ورزش‌های کوهستانی می‌باشند و قله این کوه‌ها هنگامی که در زمستان از برف پوشیده می‌شوند، منظره‌ای بسیار شکوهمند و جذاب به وجود می‌آورند و در بهار و تابستان نیز چمنزارها و درختچه‌های کوتاه و بلند آن همانند زمرد می‌درخشد. همچنین گستره مزارع سرسبز و حاصلخیز روستا و دشتها و دامنه کوه‌های پیرامون به ویژه در بهار و تابستان از گلهای رنگارنگ سرشار می‌شوند و همراه با گیاهان دارویی آویشن، شیرین‌بیان، گل گاوزبان و گون، چشم‌اندازهای بدیع و جلوه‌های زیبای روستای سراب هرسم را به نمایش می‌گذارند.
هرسم از جمله روستاهای قدیمی استان کرمانشاه است که در گذشته در مسیر راه ارتباطی همدان به بغداد واقع بوده و تاریخ بنای این روستا به دوره‏ صفویه بازمی گردد.
روستای سراب هرسم در فاصله ۱۵ کیلومتری شهر حمیل، ۳۵ کیلومتری شهر اسلام‏ آباد غرب و ۹۰ کیلومتری کرمانشاه واقع شده که از شمال شرقی به کوه سراب و از شرق به کوه پنجه بانه محدود می‏شود، روستایی که ارتفاع آن از سطح دریا به یک هزار و ۳۲۰ متر می رسد و آب و هوای آن معتدل و خشک است.
روستای سراب هرسم، با استقرار در دامنه کوهستان، مناظر و چشم‏اندازهای طبیعی جذاب و زیبایی دارد. فضاهای داخل روستا و پیرامون آن جلوه ‏گاه مناظر بدیع و شورانگیز است.
سراب این روستا در داخل روستا قرار گرفته و نهرهای منشعب از آن، مزارع روستایی و نواحی جلالوند و تالاندشت را مشروب می‏ سازد.
اطراف سراب را درختان ارجن، بلوط و کیکم در بر گرفته و فضای دلپذیر و زیبایی پدید آورده‏اند. سراب هرسم زیستگاه آبزیان و گونه‏ های مختلفی از پرندگان است و از حواشی آن به عنوان تفرجگاه روستایی استفاده می‏شود.

## فرهنگ
مردم روستای سراب هرسم به زبان کُردی و لهجه زنگنه سخن می‏گویند، مسلمان و پیرو مذهب شیعه جعفری هستند و براساس نتایج آخرین سرشماری حدود ۵۰۰ نفر جمعیت را در خود جای داده است.

## اقتصاد و کشاورزی
بیشتر درآمد مردم روستای سراب هرسم، از فعالیت‏های زراعی، دامداری، مرغداری و امور خدماتی تأمین می‏شود، محصولات زراعی روستا شامل گندم، جو، چغندر قند، نخود و ذرت است و شیر، ماست، کره و روغن حیوانی نیز از فرآورده‏های لبنی آن به شمار می‏رود.
سراب هرسم روستایی کوهپایه‏ ای با بافت مسکونی متمرکز است. کوچه ‏های پردرخت که نهرهای پرآبی در آن‏ها جاری است، همراه با سرسبزی و زیبایی اطراف، جلوه جذابی به آن بخشیده است.
همچنین گستره مزارع سرسبز و حاصلخیز روستا و دشت‏ها و دامنه کوه‏های پیرامون به ویژه در بهار و تابستان از گل‏های رنگارنگ سرشار می‏شوند و همراه با گیاهان دارویی آویشن، شیرین‏بیان، گل گاوزبان و گون، چشم ‏اندازهای بدیع و جلوه‏های زیبای روستای سراب هرسم را به نمایش می‏گذارند.
در ۱۵ کیلومتری روستا، بنای زیارتگاهی موسوم به امامزاده حسن (ع) وجود دارد و اطراف این بنای ساده بسیار سرسبز و زیبا است، این زیارتگاه در فصول مختلف سال پذیرای زائران و گردشگران زیادی است.
مردم سراب هرسم در اوقات فراغت به اجرای انواع بازی‏های سنتی محلی می ‏پردازند که از جمله آن‏ها می توان کشتی زوران ، توپان، هلان، سولان، کلاوروانکی، کورکور، قمچان، ترخولان و هفت سنگ را نام برد.
در روستای سراب هرسم، مراسم عروسی با موسیقی همراه است و معمولاً با سازهای سُرنا، دهل و نغمه‏های محلی  برگزار می‏شود. مهم‏ترین آواز این روستا هوره نام دارد که گاه فردی و گاه به صورت جمعی خوانده می‏شود. این آواز به هوره‏خوانی معروف است.
پوشاک مردم این روستا عموماً شامل لباس‏های محلی است که با طرح‏ها و رنگ‏های متنوع دوخته می‏شود. مردان از چوخه (نوعی نیم تنه)، پانتول (نوعی شلوار)، ملکی (نوعی نیم تنه بدون یقه)، لفکه سورانی (نوعی پیراهن با آستین گشاد و بلند) شال، دستار (نوعی کلاه) فرنجی (نوعی لباس نمدی)، کله بال (نوعی لباس مخصوص چوپانان) و پاپوش (گیوه) استفاده می‏کنند.
لباس زنان نیز شامل کلاه، کلکه (نوعی روسری)، کلنجه (نوعی نیم تنه گلدار)، قبا (نوعی پیراهن بلند)، جافی (نوعی شلوار) و شال می‏باشد.
روستای سراب هرسم از طریق شهرهای کرمانشاه و اسلام‏آباد غرب، قابل دسترسی می‏باشد و جاده‏های منتهی به این روستا از مسیر شهرهای مذکور آسفالت است، همچنین این روستا در مسیر راه استان های لرستان و خوزستان قرار دارد